# Kabupaten de Tulang Bawang
Le kabupaten de Tulang Bawang, en indonésien et malais Kabupaten Tulang Bawang, est un kabupaten de la province de Lampung, en Indonésie. Il est divisé en 15 kecamatan, eux-mêmes subdivisés en 4 kelurahan et 147 desa.